# Kotarwice
Kotarwice (prononciation : [kɔtarˈvit͡sɛ]) est un village polonais de la gmina de Kowala dans le powiat de Radom de la voïvodie de Mazovie dans le centre-est de la Pologne.
Il se situe à environ 4 kilomètres au nord-est de Kowala (siège de la gmina), 8 kilomètres au sud-ouest de Radom (siège de le powiat) et à 98 kilomètres au sud de Varsovie (capitale de la Pologne).
Le village compte approximativement une population de 700 habitants en 2012.

## Histoire
De 1975 à 1998, le village appartenait administrativement à la voïvodie de Radom.